# 長興下里
長興下里，是台灣南部自清治時期至日治初期的一個行政區劃，其範圍即今台南市的仁德區北部。
長興下里北邊為長興上里，東邊為保西里，南邊為仁德北里，西邊為永康下里。

## 管轄街庄
長興下里共轄2個庄：
- 今仁德區境內：一甲庄、太子廟庄